# John Henry Kyl

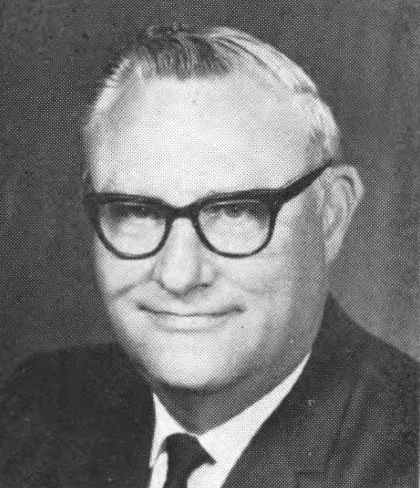
John Henry Kyl (1971)

John Henry Kyl (* 9. Mai 1919 in Wisner, Cuming County, Nebraska; † 23. Dezember 2002 in Phoenix, Arizona) war ein US-amerikanischer Politiker. Zwischen 1959 und 1973 vertrat er zweimal den Bundesstaat Iowa im US-Repräsentantenhaus.

## Werdegang
John Kyl besuchte bis 1937 die Wayne Prep High School in Wayne (Nebraska). Anschließend absolvierte er im Jahr 1940 das Nebraska State Teachers College ebenfalls in Wayne. Zwischen 1940 und 1950 arbeitete Kyl selbst als Lehrer an dieser Hochschule. Gleichzeitig studierte er bis 1947 an der University of Nebraska. In den 1950er Jahren zog er nach Bloomfield, wo er zusammen mit seinem Bruder George in der Bekleidungsindustrie arbeitete. Dort wurde er auch als Fernsehjournalist tätig.
Politisch wurde Kyl Mitglied der Republikanischen Partei. Im Jahr 1958 bewarb er sich erstmals, aber noch erfolglos, um ein Mandat im Kongress. Nach dem Tod des Kongressabgeordneten Steven V. Carter wurde er als dessen Nachfolger im vierten Wahlbezirk von Iowa in das US-Repräsentantenhaus in Washington, D.C. gewählt. Dort trat er am 15. Dezember 1959 sein neues Mandat an. Nach zwei Wiederwahlen konnte er bis zum 3. Januar 1965 drei zusammenhängende Legislaturperioden im Kongress absolvieren. In dieser Zeit war die Bürgerrechtsbewegung das innenpolitisch vorherrschende Thema, während außenpolitisch der Vietnamkrieg zunehmend in die Kritik geriet.
1964 unterlag Kyl dem Demokraten Bert Bandstra. Bei den folgenden Wahlen im Jahr 1966 gelang es ihm aber, Bandstra zu schlagen und seinen alten Sitz im Kongress zurückzugewinnen. Nach zwei weiteren Wahlen konnte er bis zum 3. Januar 1973 für drei weitere Amtszeiten im Repräsentantenhaus verbleiben. Während seiner Zeit im Kongress wurden dort der 23. bis 26. Zusatzartikel zur Verfassung der Vereinigten Staaten verabschiedet.
Bei den Wahlen des Jahres 1973 verlor Kyl gegen Neal Edward Smith. Zwischen 1973 und 1977 arbeitete er für das US-Innenministerium. Außerdem war er als privater Geschäftsmann tätig. John Kyl starb am 23. Dezember 2002 in Phoenix. Er war mit Arlene Pearl Griffith verheiratet. Ihr 1942 geborener Sohn Jon vertrat von 1995 bis 2013 den Staat Arizona im US-Senat.